# Franz Schrüfer
Franz Schrüfer, scritto anche Schruefer (Ahorntal, 17 marzo 1823 – Bamberga, 6 agosto 1909), è stato un compositore di scacchi tedesco.
Studiò musica al Conservatorio di Monaco di Baviera e fino al 1888 fu direttore del coro della chiesa di San Martino a Bamberga. Fu anche compositore di alcuni pezzi di musica sacra. Cominciò ad interessarsi seriamente agli scacchi solo all'età di 45 anni, probabilmente stimolato della fondazione del club di scacchi di Bamberga nel 1868.
Pubblicò i suoi primi problemi nel 1870 sulla rivista « Deutsche Schachzeitung » e nel 1876 vinse il primo premio nel concorso della « Nuova Rivista degli Scacchi » di Livorno. In seguito ottenne diversi altri successi e diventò noto come uno dei maggiori problemisti dell'epoca.
È stato un tipico rappresentante della « Altdeutschen Problemschule » (vecchia scuola problemistica tedesca), che metteva in risalto gli svolgimenti sorprendenti e la difficoltà di soluzione, in antitesi con la scuola boema, che dava maggiore importanza all'eleganza delle posizioni di matto.
Fu presidente per 25 anni (dal 1870 al 1895) del club di scacchi di Bamberga, dopodiché fu nominato presidente onorario a vita.
Tre suoi problemi:
|   | a | b | c | d | e | f | g | h |   |
| 8 | c6 pedone del nero · a5 re del bianco · c5 re del nero · e5 pedone del nero · h5 torre del bianco · d4 torre del bianco · g4 pedone del bianco · b3 pedone del bianco · c3 cavallo del bianco · g3 alfiere del bianco | c6 pedone del nero · a5 re del bianco · c5 re del nero · e5 pedone del nero · h5 torre del bianco · d4 torre del bianco · g4 pedone del bianco · b3 pedone del bianco · c3 cavallo del bianco · g3 alfiere del bianco | c6 pedone del nero · a5 re del bianco · c5 re del nero · e5 pedone del nero · h5 torre del bianco · d4 torre del bianco · g4 pedone del bianco · b3 pedone del bianco · c3 cavallo del bianco · g3 alfiere del bianco | c6 pedone del nero · a5 re del bianco · c5 re del nero · e5 pedone del nero · h5 torre del bianco · d4 torre del bianco · g4 pedone del bianco · b3 pedone del bianco · c3 cavallo del bianco · g3 alfiere del bianco | c6 pedone del nero · a5 re del bianco · c5 re del nero · e5 pedone del nero · h5 torre del bianco · d4 torre del bianco · g4 pedone del bianco · b3 pedone del bianco · c3 cavallo del bianco · g3 alfiere del bianco | c6 pedone del nero · a5 re del bianco · c5 re del nero · e5 pedone del nero · h5 torre del bianco · d4 torre del bianco · g4 pedone del bianco · b3 pedone del bianco · c3 cavallo del bianco · g3 alfiere del bianco | c6 pedone del nero · a5 re del bianco · c5 re del nero · e5 pedone del nero · h5 torre del bianco · d4 torre del bianco · g4 pedone del bianco · b3 pedone del bianco · c3 cavallo del bianco · g3 alfiere del bianco | c6 pedone del nero · a5 re del bianco · c5 re del nero · e5 pedone del nero · h5 torre del bianco · d4 torre del bianco · g4 pedone del bianco · b3 pedone del bianco · c3 cavallo del bianco · g3 alfiere del bianco | 8 |
| 7 | c6 pedone del nero · a5 re del bianco · c5 re del nero · e5 pedone del nero · h5 torre del bianco · d4 torre del bianco · g4 pedone del bianco · b3 pedone del bianco · c3 cavallo del bianco · g3 alfiere del bianco | c6 pedone del nero · a5 re del bianco · c5 re del nero · e5 pedone del nero · h5 torre del bianco · d4 torre del bianco · g4 pedone del bianco · b3 pedone del bianco · c3 cavallo del bianco · g3 alfiere del bianco | c6 pedone del nero · a5 re del bianco · c5 re del nero · e5 pedone del nero · h5 torre del bianco · d4 torre del bianco · g4 pedone del bianco · b3 pedone del bianco · c3 cavallo del bianco · g3 alfiere del bianco | c6 pedone del nero · a5 re del bianco · c5 re del nero · e5 pedone del nero · h5 torre del bianco · d4 torre del bianco · g4 pedone del bianco · b3 pedone del bianco · c3 cavallo del bianco · g3 alfiere del bianco | c6 pedone del nero · a5 re del bianco · c5 re del nero · e5 pedone del nero · h5 torre del bianco · d4 torre del bianco · g4 pedone del bianco · b3 pedone del bianco · c3 cavallo del bianco · g3 alfiere del bianco | c6 pedone del nero · a5 re del bianco · c5 re del nero · e5 pedone del nero · h5 torre del bianco · d4 torre del bianco · g4 pedone del bianco · b3 pedone del bianco · c3 cavallo del bianco · g3 alfiere del bianco | c6 pedone del nero · a5 re del bianco · c5 re del nero · e5 pedone del nero · h5 torre del bianco · d4 torre del bianco · g4 pedone del bianco · b3 pedone del bianco · c3 cavallo del bianco · g3 alfiere del bianco | c6 pedone del nero · a5 re del bianco · c5 re del nero · e5 pedone del nero · h5 torre del bianco · d4 torre del bianco · g4 pedone del bianco · b3 pedone del bianco · c3 cavallo del bianco · g3 alfiere del bianco | 7 |
| 6 | c6 pedone del nero · a5 re del bianco · c5 re del nero · e5 pedone del nero · h5 torre del bianco · d4 torre del bianco · g4 pedone del bianco · b3 pedone del bianco · c3 cavallo del bianco · g3 alfiere del bianco | c6 pedone del nero · a5 re del bianco · c5 re del nero · e5 pedone del nero · h5 torre del bianco · d4 torre del bianco · g4 pedone del bianco · b3 pedone del bianco · c3 cavallo del bianco · g3 alfiere del bianco | c6 pedone del nero · a5 re del bianco · c5 re del nero · e5 pedone del nero · h5 torre del bianco · d4 torre del bianco · g4 pedone del bianco · b3 pedone del bianco · c3 cavallo del bianco · g3 alfiere del bianco | c6 pedone del nero · a5 re del bianco · c5 re del nero · e5 pedone del nero · h5 torre del bianco · d4 torre del bianco · g4 pedone del bianco · b3 pedone del bianco · c3 cavallo del bianco · g3 alfiere del bianco | c6 pedone del nero · a5 re del bianco · c5 re del nero · e5 pedone del nero · h5 torre del bianco · d4 torre del bianco · g4 pedone del bianco · b3 pedone del bianco · c3 cavallo del bianco · g3 alfiere del bianco | c6 pedone del nero · a5 re del bianco · c5 re del nero · e5 pedone del nero · h5 torre del bianco · d4 torre del bianco · g4 pedone del bianco · b3 pedone del bianco · c3 cavallo del bianco · g3 alfiere del bianco | c6 pedone del nero · a5 re del bianco · c5 re del nero · e5 pedone del nero · h5 torre del bianco · d4 torre del bianco · g4 pedone del bianco · b3 pedone del bianco · c3 cavallo del bianco · g3 alfiere del bianco | c6 pedone del nero · a5 re del bianco · c5 re del nero · e5 pedone del nero · h5 torre del bianco · d4 torre del bianco · g4 pedone del bianco · b3 pedone del bianco · c3 cavallo del bianco · g3 alfiere del bianco | 6 |
| 5 | c6 pedone del nero · a5 re del bianco · c5 re del nero · e5 pedone del nero · h5 torre del bianco · d4 torre del bianco · g4 pedone del bianco · b3 pedone del bianco · c3 cavallo del bianco · g3 alfiere del bianco | c6 pedone del nero · a5 re del bianco · c5 re del nero · e5 pedone del nero · h5 torre del bianco · d4 torre del bianco · g4 pedone del bianco · b3 pedone del bianco · c3 cavallo del bianco · g3 alfiere del bianco | c6 pedone del nero · a5 re del bianco · c5 re del nero · e5 pedone del nero · h5 torre del bianco · d4 torre del bianco · g4 pedone del bianco · b3 pedone del bianco · c3 cavallo del bianco · g3 alfiere del bianco | c6 pedone del nero · a5 re del bianco · c5 re del nero · e5 pedone del nero · h5 torre del bianco · d4 torre del bianco · g4 pedone del bianco · b3 pedone del bianco · c3 cavallo del bianco · g3 alfiere del bianco | c6 pedone del nero · a5 re del bianco · c5 re del nero · e5 pedone del nero · h5 torre del bianco · d4 torre del bianco · g4 pedone del bianco · b3 pedone del bianco · c3 cavallo del bianco · g3 alfiere del bianco | c6 pedone del nero · a5 re del bianco · c5 re del nero · e5 pedone del nero · h5 torre del bianco · d4 torre del bianco · g4 pedone del bianco · b3 pedone del bianco · c3 cavallo del bianco · g3 alfiere del bianco | c6 pedone del nero · a5 re del bianco · c5 re del nero · e5 pedone del nero · h5 torre del bianco · d4 torre del bianco · g4 pedone del bianco · b3 pedone del bianco · c3 cavallo del bianco · g3 alfiere del bianco | c6 pedone del nero · a5 re del bianco · c5 re del nero · e5 pedone del nero · h5 torre del bianco · d4 torre del bianco · g4 pedone del bianco · b3 pedone del bianco · c3 cavallo del bianco · g3 alfiere del bianco | 5 |
| 4 | c6 pedone del nero · a5 re del bianco · c5 re del nero · e5 pedone del nero · h5 torre del bianco · d4 torre del bianco · g4 pedone del bianco · b3 pedone del bianco · c3 cavallo del bianco · g3 alfiere del bianco | c6 pedone del nero · a5 re del bianco · c5 re del nero · e5 pedone del nero · h5 torre del bianco · d4 torre del bianco · g4 pedone del bianco · b3 pedone del bianco · c3 cavallo del bianco · g3 alfiere del bianco | c6 pedone del nero · a5 re del bianco · c5 re del nero · e5 pedone del nero · h5 torre del bianco · d4 torre del bianco · g4 pedone del bianco · b3 pedone del bianco · c3 cavallo del bianco · g3 alfiere del bianco | c6 pedone del nero · a5 re del bianco · c5 re del nero · e5 pedone del nero · h5 torre del bianco · d4 torre del bianco · g4 pedone del bianco · b3 pedone del bianco · c3 cavallo del bianco · g3 alfiere del bianco | c6 pedone del nero · a5 re del bianco · c5 re del nero · e5 pedone del nero · h5 torre del bianco · d4 torre del bianco · g4 pedone del bianco · b3 pedone del bianco · c3 cavallo del bianco · g3 alfiere del bianco | c6 pedone del nero · a5 re del bianco · c5 re del nero · e5 pedone del nero · h5 torre del bianco · d4 torre del bianco · g4 pedone del bianco · b3 pedone del bianco · c3 cavallo del bianco · g3 alfiere del bianco | c6 pedone del nero · a5 re del bianco · c5 re del nero · e5 pedone del nero · h5 torre del bianco · d4 torre del bianco · g4 pedone del bianco · b3 pedone del bianco · c3 cavallo del bianco · g3 alfiere del bianco | c6 pedone del nero · a5 re del bianco · c5 re del nero · e5 pedone del nero · h5 torre del bianco · d4 torre del bianco · g4 pedone del bianco · b3 pedone del bianco · c3 cavallo del bianco · g3 alfiere del bianco | 4 |
| 3 | c6 pedone del nero · a5 re del bianco · c5 re del nero · e5 pedone del nero · h5 torre del bianco · d4 torre del bianco · g4 pedone del bianco · b3 pedone del bianco · c3 cavallo del bianco · g3 alfiere del bianco | c6 pedone del nero · a5 re del bianco · c5 re del nero · e5 pedone del nero · h5 torre del bianco · d4 torre del bianco · g4 pedone del bianco · b3 pedone del bianco · c3 cavallo del bianco · g3 alfiere del bianco | c6 pedone del nero · a5 re del bianco · c5 re del nero · e5 pedone del nero · h5 torre del bianco · d4 torre del bianco · g4 pedone del bianco · b3 pedone del bianco · c3 cavallo del bianco · g3 alfiere del bianco | c6 pedone del nero · a5 re del bianco · c5 re del nero · e5 pedone del nero · h5 torre del bianco · d4 torre del bianco · g4 pedone del bianco · b3 pedone del bianco · c3 cavallo del bianco · g3 alfiere del bianco | c6 pedone del nero · a5 re del bianco · c5 re del nero · e5 pedone del nero · h5 torre del bianco · d4 torre del bianco · g4 pedone del bianco · b3 pedone del bianco · c3 cavallo del bianco · g3 alfiere del bianco | c6 pedone del nero · a5 re del bianco · c5 re del nero · e5 pedone del nero · h5 torre del bianco · d4 torre del bianco · g4 pedone del bianco · b3 pedone del bianco · c3 cavallo del bianco · g3 alfiere del bianco | c6 pedone del nero · a5 re del bianco · c5 re del nero · e5 pedone del nero · h5 torre del bianco · d4 torre del bianco · g4 pedone del bianco · b3 pedone del bianco · c3 cavallo del bianco · g3 alfiere del bianco | c6 pedone del nero · a5 re del bianco · c5 re del nero · e5 pedone del nero · h5 torre del bianco · d4 torre del bianco · g4 pedone del bianco · b3 pedone del bianco · c3 cavallo del bianco · g3 alfiere del bianco | 3 |
| 2 | c6 pedone del nero · a5 re del bianco · c5 re del nero · e5 pedone del nero · h5 torre del bianco · d4 torre del bianco · g4 pedone del bianco · b3 pedone del bianco · c3 cavallo del bianco · g3 alfiere del bianco | c6 pedone del nero · a5 re del bianco · c5 re del nero · e5 pedone del nero · h5 torre del bianco · d4 torre del bianco · g4 pedone del bianco · b3 pedone del bianco · c3 cavallo del bianco · g3 alfiere del bianco | c6 pedone del nero · a5 re del bianco · c5 re del nero · e5 pedone del nero · h5 torre del bianco · d4 torre del bianco · g4 pedone del bianco · b3 pedone del bianco · c3 cavallo del bianco · g3 alfiere del bianco | c6 pedone del nero · a5 re del bianco · c5 re del nero · e5 pedone del nero · h5 torre del bianco · d4 torre del bianco · g4 pedone del bianco · b3 pedone del bianco · c3 cavallo del bianco · g3 alfiere del bianco | c6 pedone del nero · a5 re del bianco · c5 re del nero · e5 pedone del nero · h5 torre del bianco · d4 torre del bianco · g4 pedone del bianco · b3 pedone del bianco · c3 cavallo del bianco · g3 alfiere del bianco | c6 pedone del nero · a5 re del bianco · c5 re del nero · e5 pedone del nero · h5 torre del bianco · d4 torre del bianco · g4 pedone del bianco · b3 pedone del bianco · c3 cavallo del bianco · g3 alfiere del bianco | c6 pedone del nero · a5 re del bianco · c5 re del nero · e5 pedone del nero · h5 torre del bianco · d4 torre del bianco · g4 pedone del bianco · b3 pedone del bianco · c3 cavallo del bianco · g3 alfiere del bianco | c6 pedone del nero · a5 re del bianco · c5 re del nero · e5 pedone del nero · h5 torre del bianco · d4 torre del bianco · g4 pedone del bianco · b3 pedone del bianco · c3 cavallo del bianco · g3 alfiere del bianco | 2 |
| 1 | c6 pedone del nero · a5 re del bianco · c5 re del nero · e5 pedone del nero · h5 torre del bianco · d4 torre del bianco · g4 pedone del bianco · b3 pedone del bianco · c3 cavallo del bianco · g3 alfiere del bianco | c6 pedone del nero · a5 re del bianco · c5 re del nero · e5 pedone del nero · h5 torre del bianco · d4 torre del bianco · g4 pedone del bianco · b3 pedone del bianco · c3 cavallo del bianco · g3 alfiere del bianco | c6 pedone del nero · a5 re del bianco · c5 re del nero · e5 pedone del nero · h5 torre del bianco · d4 torre del bianco · g4 pedone del bianco · b3 pedone del bianco · c3 cavallo del bianco · g3 alfiere del bianco | c6 pedone del nero · a5 re del bianco · c5 re del nero · e5 pedone del nero · h5 torre del bianco · d4 torre del bianco · g4 pedone del bianco · b3 pedone del bianco · c3 cavallo del bianco · g3 alfiere del bianco | c6 pedone del nero · a5 re del bianco · c5 re del nero · e5 pedone del nero · h5 torre del bianco · d4 torre del bianco · g4 pedone del bianco · b3 pedone del bianco · c3 cavallo del bianco · g3 alfiere del bianco | c6 pedone del nero · a5 re del bianco · c5 re del nero · e5 pedone del nero · h5 torre del bianco · d4 torre del bianco · g4 pedone del bianco · b3 pedone del bianco · c3 cavallo del bianco · g3 alfiere del bianco | c6 pedone del nero · a5 re del bianco · c5 re del nero · e5 pedone del nero · h5 torre del bianco · d4 torre del bianco · g4 pedone del bianco · b3 pedone del bianco · c3 cavallo del bianco · g3 alfiere del bianco | c6 pedone del nero · a5 re del bianco · c5 re del nero · e5 pedone del nero · h5 torre del bianco · d4 torre del bianco · g4 pedone del bianco · b3 pedone del bianco · c3 cavallo del bianco · g3 alfiere del bianco | 1 |
|   | a | b | c | d | e | f | g | h |   |

Soluzione:
Chiave: 1.Th3!  zugzwang
1... exd4  2. Th5#  (switchback)

1... Rxd4  2. Af2#

|   | a | b | c | d | e | f | g | h |   |
| 8 | b8 re del bianco · e6 cavallo del nero · a5 alfiere del bianco · b5 pedone del nero · c5 re del nero · e5 pedone del nero · d4 cavallo del bianco · e4 pedone del nero · e3 cavallo del bianco · b2 pedone del bianco · c2 pedone del bianco · a1 cavallo del nero · g1 donna del bianco · h1 alfiere del bianco | b8 re del bianco · e6 cavallo del nero · a5 alfiere del bianco · b5 pedone del nero · c5 re del nero · e5 pedone del nero · d4 cavallo del bianco · e4 pedone del nero · e3 cavallo del bianco · b2 pedone del bianco · c2 pedone del bianco · a1 cavallo del nero · g1 donna del bianco · h1 alfiere del bianco | b8 re del bianco · e6 cavallo del nero · a5 alfiere del bianco · b5 pedone del nero · c5 re del nero · e5 pedone del nero · d4 cavallo del bianco · e4 pedone del nero · e3 cavallo del bianco · b2 pedone del bianco · c2 pedone del bianco · a1 cavallo del nero · g1 donna del bianco · h1 alfiere del bianco | b8 re del bianco · e6 cavallo del nero · a5 alfiere del bianco · b5 pedone del nero · c5 re del nero · e5 pedone del nero · d4 cavallo del bianco · e4 pedone del nero · e3 cavallo del bianco · b2 pedone del bianco · c2 pedone del bianco · a1 cavallo del nero · g1 donna del bianco · h1 alfiere del bianco | b8 re del bianco · e6 cavallo del nero · a5 alfiere del bianco · b5 pedone del nero · c5 re del nero · e5 pedone del nero · d4 cavallo del bianco · e4 pedone del nero · e3 cavallo del bianco · b2 pedone del bianco · c2 pedone del bianco · a1 cavallo del nero · g1 donna del bianco · h1 alfiere del bianco | b8 re del bianco · e6 cavallo del nero · a5 alfiere del bianco · b5 pedone del nero · c5 re del nero · e5 pedone del nero · d4 cavallo del bianco · e4 pedone del nero · e3 cavallo del bianco · b2 pedone del bianco · c2 pedone del bianco · a1 cavallo del nero · g1 donna del bianco · h1 alfiere del bianco | b8 re del bianco · e6 cavallo del nero · a5 alfiere del bianco · b5 pedone del nero · c5 re del nero · e5 pedone del nero · d4 cavallo del bianco · e4 pedone del nero · e3 cavallo del bianco · b2 pedone del bianco · c2 pedone del bianco · a1 cavallo del nero · g1 donna del bianco · h1 alfiere del bianco | b8 re del bianco · e6 cavallo del nero · a5 alfiere del bianco · b5 pedone del nero · c5 re del nero · e5 pedone del nero · d4 cavallo del bianco · e4 pedone del nero · e3 cavallo del bianco · b2 pedone del bianco · c2 pedone del bianco · a1 cavallo del nero · g1 donna del bianco · h1 alfiere del bianco | 8 |
| 7 | b8 re del bianco · e6 cavallo del nero · a5 alfiere del bianco · b5 pedone del nero · c5 re del nero · e5 pedone del nero · d4 cavallo del bianco · e4 pedone del nero · e3 cavallo del bianco · b2 pedone del bianco · c2 pedone del bianco · a1 cavallo del nero · g1 donna del bianco · h1 alfiere del bianco | b8 re del bianco · e6 cavallo del nero · a5 alfiere del bianco · b5 pedone del nero · c5 re del nero · e5 pedone del nero · d4 cavallo del bianco · e4 pedone del nero · e3 cavallo del bianco · b2 pedone del bianco · c2 pedone del bianco · a1 cavallo del nero · g1 donna del bianco · h1 alfiere del bianco | b8 re del bianco · e6 cavallo del nero · a5 alfiere del bianco · b5 pedone del nero · c5 re del nero · e5 pedone del nero · d4 cavallo del bianco · e4 pedone del nero · e3 cavallo del bianco · b2 pedone del bianco · c2 pedone del bianco · a1 cavallo del nero · g1 donna del bianco · h1 alfiere del bianco | b8 re del bianco · e6 cavallo del nero · a5 alfiere del bianco · b5 pedone del nero · c5 re del nero · e5 pedone del nero · d4 cavallo del bianco · e4 pedone del nero · e3 cavallo del bianco · b2 pedone del bianco · c2 pedone del bianco · a1 cavallo del nero · g1 donna del bianco · h1 alfiere del bianco | b8 re del bianco · e6 cavallo del nero · a5 alfiere del bianco · b5 pedone del nero · c5 re del nero · e5 pedone del nero · d4 cavallo del bianco · e4 pedone del nero · e3 cavallo del bianco · b2 pedone del bianco · c2 pedone del bianco · a1 cavallo del nero · g1 donna del bianco · h1 alfiere del bianco | b8 re del bianco · e6 cavallo del nero · a5 alfiere del bianco · b5 pedone del nero · c5 re del nero · e5 pedone del nero · d4 cavallo del bianco · e4 pedone del nero · e3 cavallo del bianco · b2 pedone del bianco · c2 pedone del bianco · a1 cavallo del nero · g1 donna del bianco · h1 alfiere del bianco | b8 re del bianco · e6 cavallo del nero · a5 alfiere del bianco · b5 pedone del nero · c5 re del nero · e5 pedone del nero · d4 cavallo del bianco · e4 pedone del nero · e3 cavallo del bianco · b2 pedone del bianco · c2 pedone del bianco · a1 cavallo del nero · g1 donna del bianco · h1 alfiere del bianco | b8 re del bianco · e6 cavallo del nero · a5 alfiere del bianco · b5 pedone del nero · c5 re del nero · e5 pedone del nero · d4 cavallo del bianco · e4 pedone del nero · e3 cavallo del bianco · b2 pedone del bianco · c2 pedone del bianco · a1 cavallo del nero · g1 donna del bianco · h1 alfiere del bianco | 7 |
| 6 | b8 re del bianco · e6 cavallo del nero · a5 alfiere del bianco · b5 pedone del nero · c5 re del nero · e5 pedone del nero · d4 cavallo del bianco · e4 pedone del nero · e3 cavallo del bianco · b2 pedone del bianco · c2 pedone del bianco · a1 cavallo del nero · g1 donna del bianco · h1 alfiere del bianco | b8 re del bianco · e6 cavallo del nero · a5 alfiere del bianco · b5 pedone del nero · c5 re del nero · e5 pedone del nero · d4 cavallo del bianco · e4 pedone del nero · e3 cavallo del bianco · b2 pedone del bianco · c2 pedone del bianco · a1 cavallo del nero · g1 donna del bianco · h1 alfiere del bianco | b8 re del bianco · e6 cavallo del nero · a5 alfiere del bianco · b5 pedone del nero · c5 re del nero · e5 pedone del nero · d4 cavallo del bianco · e4 pedone del nero · e3 cavallo del bianco · b2 pedone del bianco · c2 pedone del bianco · a1 cavallo del nero · g1 donna del bianco · h1 alfiere del bianco | b8 re del bianco · e6 cavallo del nero · a5 alfiere del bianco · b5 pedone del nero · c5 re del nero · e5 pedone del nero · d4 cavallo del bianco · e4 pedone del nero · e3 cavallo del bianco · b2 pedone del bianco · c2 pedone del bianco · a1 cavallo del nero · g1 donna del bianco · h1 alfiere del bianco | b8 re del bianco · e6 cavallo del nero · a5 alfiere del bianco · b5 pedone del nero · c5 re del nero · e5 pedone del nero · d4 cavallo del bianco · e4 pedone del nero · e3 cavallo del bianco · b2 pedone del bianco · c2 pedone del bianco · a1 cavallo del nero · g1 donna del bianco · h1 alfiere del bianco | b8 re del bianco · e6 cavallo del nero · a5 alfiere del bianco · b5 pedone del nero · c5 re del nero · e5 pedone del nero · d4 cavallo del bianco · e4 pedone del nero · e3 cavallo del bianco · b2 pedone del bianco · c2 pedone del bianco · a1 cavallo del nero · g1 donna del bianco · h1 alfiere del bianco | b8 re del bianco · e6 cavallo del nero · a5 alfiere del bianco · b5 pedone del nero · c5 re del nero · e5 pedone del nero · d4 cavallo del bianco · e4 pedone del nero · e3 cavallo del bianco · b2 pedone del bianco · c2 pedone del bianco · a1 cavallo del nero · g1 donna del bianco · h1 alfiere del bianco | b8 re del bianco · e6 cavallo del nero · a5 alfiere del bianco · b5 pedone del nero · c5 re del nero · e5 pedone del nero · d4 cavallo del bianco · e4 pedone del nero · e3 cavallo del bianco · b2 pedone del bianco · c2 pedone del bianco · a1 cavallo del nero · g1 donna del bianco · h1 alfiere del bianco | 6 |
| 5 | b8 re del bianco · e6 cavallo del nero · a5 alfiere del bianco · b5 pedone del nero · c5 re del nero · e5 pedone del nero · d4 cavallo del bianco · e4 pedone del nero · e3 cavallo del bianco · b2 pedone del bianco · c2 pedone del bianco · a1 cavallo del nero · g1 donna del bianco · h1 alfiere del bianco | b8 re del bianco · e6 cavallo del nero · a5 alfiere del bianco · b5 pedone del nero · c5 re del nero · e5 pedone del nero · d4 cavallo del bianco · e4 pedone del nero · e3 cavallo del bianco · b2 pedone del bianco · c2 pedone del bianco · a1 cavallo del nero · g1 donna del bianco · h1 alfiere del bianco | b8 re del bianco · e6 cavallo del nero · a5 alfiere del bianco · b5 pedone del nero · c5 re del nero · e5 pedone del nero · d4 cavallo del bianco · e4 pedone del nero · e3 cavallo del bianco · b2 pedone del bianco · c2 pedone del bianco · a1 cavallo del nero · g1 donna del bianco · h1 alfiere del bianco | b8 re del bianco · e6 cavallo del nero · a5 alfiere del bianco · b5 pedone del nero · c5 re del nero · e5 pedone del nero · d4 cavallo del bianco · e4 pedone del nero · e3 cavallo del bianco · b2 pedone del bianco · c2 pedone del bianco · a1 cavallo del nero · g1 donna del bianco · h1 alfiere del bianco | b8 re del bianco · e6 cavallo del nero · a5 alfiere del bianco · b5 pedone del nero · c5 re del nero · e5 pedone del nero · d4 cavallo del bianco · e4 pedone del nero · e3 cavallo del bianco · b2 pedone del bianco · c2 pedone del bianco · a1 cavallo del nero · g1 donna del bianco · h1 alfiere del bianco | b8 re del bianco · e6 cavallo del nero · a5 alfiere del bianco · b5 pedone del nero · c5 re del nero · e5 pedone del nero · d4 cavallo del bianco · e4 pedone del nero · e3 cavallo del bianco · b2 pedone del bianco · c2 pedone del bianco · a1 cavallo del nero · g1 donna del bianco · h1 alfiere del bianco | b8 re del bianco · e6 cavallo del nero · a5 alfiere del bianco · b5 pedone del nero · c5 re del nero · e5 pedone del nero · d4 cavallo del bianco · e4 pedone del nero · e3 cavallo del bianco · b2 pedone del bianco · c2 pedone del bianco · a1 cavallo del nero · g1 donna del bianco · h1 alfiere del bianco | b8 re del bianco · e6 cavallo del nero · a5 alfiere del bianco · b5 pedone del nero · c5 re del nero · e5 pedone del nero · d4 cavallo del bianco · e4 pedone del nero · e3 cavallo del bianco · b2 pedone del bianco · c2 pedone del bianco · a1 cavallo del nero · g1 donna del bianco · h1 alfiere del bianco | 5 |
| 4 | b8 re del bianco · e6 cavallo del nero · a5 alfiere del bianco · b5 pedone del nero · c5 re del nero · e5 pedone del nero · d4 cavallo del bianco · e4 pedone del nero · e3 cavallo del bianco · b2 pedone del bianco · c2 pedone del bianco · a1 cavallo del nero · g1 donna del bianco · h1 alfiere del bianco | b8 re del bianco · e6 cavallo del nero · a5 alfiere del bianco · b5 pedone del nero · c5 re del nero · e5 pedone del nero · d4 cavallo del bianco · e4 pedone del nero · e3 cavallo del bianco · b2 pedone del bianco · c2 pedone del bianco · a1 cavallo del nero · g1 donna del bianco · h1 alfiere del bianco | b8 re del bianco · e6 cavallo del nero · a5 alfiere del bianco · b5 pedone del nero · c5 re del nero · e5 pedone del nero · d4 cavallo del bianco · e4 pedone del nero · e3 cavallo del bianco · b2 pedone del bianco · c2 pedone del bianco · a1 cavallo del nero · g1 donna del bianco · h1 alfiere del bianco | b8 re del bianco · e6 cavallo del nero · a5 alfiere del bianco · b5 pedone del nero · c5 re del nero · e5 pedone del nero · d4 cavallo del bianco · e4 pedone del nero · e3 cavallo del bianco · b2 pedone del bianco · c2 pedone del bianco · a1 cavallo del nero · g1 donna del bianco · h1 alfiere del bianco | b8 re del bianco · e6 cavallo del nero · a5 alfiere del bianco · b5 pedone del nero · c5 re del nero · e5 pedone del nero · d4 cavallo del bianco · e4 pedone del nero · e3 cavallo del bianco · b2 pedone del bianco · c2 pedone del bianco · a1 cavallo del nero · g1 donna del bianco · h1 alfiere del bianco | b8 re del bianco · e6 cavallo del nero · a5 alfiere del bianco · b5 pedone del nero · c5 re del nero · e5 pedone del nero · d4 cavallo del bianco · e4 pedone del nero · e3 cavallo del bianco · b2 pedone del bianco · c2 pedone del bianco · a1 cavallo del nero · g1 donna del bianco · h1 alfiere del bianco | b8 re del bianco · e6 cavallo del nero · a5 alfiere del bianco · b5 pedone del nero · c5 re del nero · e5 pedone del nero · d4 cavallo del bianco · e4 pedone del nero · e3 cavallo del bianco · b2 pedone del bianco · c2 pedone del bianco · a1 cavallo del nero · g1 donna del bianco · h1 alfiere del bianco | b8 re del bianco · e6 cavallo del nero · a5 alfiere del bianco · b5 pedone del nero · c5 re del nero · e5 pedone del nero · d4 cavallo del bianco · e4 pedone del nero · e3 cavallo del bianco · b2 pedone del bianco · c2 pedone del bianco · a1 cavallo del nero · g1 donna del bianco · h1 alfiere del bianco | 4 |
| 3 | b8 re del bianco · e6 cavallo del nero · a5 alfiere del bianco · b5 pedone del nero · c5 re del nero · e5 pedone del nero · d4 cavallo del bianco · e4 pedone del nero · e3 cavallo del bianco · b2 pedone del bianco · c2 pedone del bianco · a1 cavallo del nero · g1 donna del bianco · h1 alfiere del bianco | b8 re del bianco · e6 cavallo del nero · a5 alfiere del bianco · b5 pedone del nero · c5 re del nero · e5 pedone del nero · d4 cavallo del bianco · e4 pedone del nero · e3 cavallo del bianco · b2 pedone del bianco · c2 pedone del bianco · a1 cavallo del nero · g1 donna del bianco · h1 alfiere del bianco | b8 re del bianco · e6 cavallo del nero · a5 alfiere del bianco · b5 pedone del nero · c5 re del nero · e5 pedone del nero · d4 cavallo del bianco · e4 pedone del nero · e3 cavallo del bianco · b2 pedone del bianco · c2 pedone del bianco · a1 cavallo del nero · g1 donna del bianco · h1 alfiere del bianco | b8 re del bianco · e6 cavallo del nero · a5 alfiere del bianco · b5 pedone del nero · c5 re del nero · e5 pedone del nero · d4 cavallo del bianco · e4 pedone del nero · e3 cavallo del bianco · b2 pedone del bianco · c2 pedone del bianco · a1 cavallo del nero · g1 donna del bianco · h1 alfiere del bianco | b8 re del bianco · e6 cavallo del nero · a5 alfiere del bianco · b5 pedone del nero · c5 re del nero · e5 pedone del nero · d4 cavallo del bianco · e4 pedone del nero · e3 cavallo del bianco · b2 pedone del bianco · c2 pedone del bianco · a1 cavallo del nero · g1 donna del bianco · h1 alfiere del bianco | b8 re del bianco · e6 cavallo del nero · a5 alfiere del bianco · b5 pedone del nero · c5 re del nero · e5 pedone del nero · d4 cavallo del bianco · e4 pedone del nero · e3 cavallo del bianco · b2 pedone del bianco · c2 pedone del bianco · a1 cavallo del nero · g1 donna del bianco · h1 alfiere del bianco | b8 re del bianco · e6 cavallo del nero · a5 alfiere del bianco · b5 pedone del nero · c5 re del nero · e5 pedone del nero · d4 cavallo del bianco · e4 pedone del nero · e3 cavallo del bianco · b2 pedone del bianco · c2 pedone del bianco · a1 cavallo del nero · g1 donna del bianco · h1 alfiere del bianco | b8 re del bianco · e6 cavallo del nero · a5 alfiere del bianco · b5 pedone del nero · c5 re del nero · e5 pedone del nero · d4 cavallo del bianco · e4 pedone del nero · e3 cavallo del bianco · b2 pedone del bianco · c2 pedone del bianco · a1 cavallo del nero · g1 donna del bianco · h1 alfiere del bianco | 3 |
| 2 | b8 re del bianco · e6 cavallo del nero · a5 alfiere del bianco · b5 pedone del nero · c5 re del nero · e5 pedone del nero · d4 cavallo del bianco · e4 pedone del nero · e3 cavallo del bianco · b2 pedone del bianco · c2 pedone del bianco · a1 cavallo del nero · g1 donna del bianco · h1 alfiere del bianco | b8 re del bianco · e6 cavallo del nero · a5 alfiere del bianco · b5 pedone del nero · c5 re del nero · e5 pedone del nero · d4 cavallo del bianco · e4 pedone del nero · e3 cavallo del bianco · b2 pedone del bianco · c2 pedone del bianco · a1 cavallo del nero · g1 donna del bianco · h1 alfiere del bianco | b8 re del bianco · e6 cavallo del nero · a5 alfiere del bianco · b5 pedone del nero · c5 re del nero · e5 pedone del nero · d4 cavallo del bianco · e4 pedone del nero · e3 cavallo del bianco · b2 pedone del bianco · c2 pedone del bianco · a1 cavallo del nero · g1 donna del bianco · h1 alfiere del bianco | b8 re del bianco · e6 cavallo del nero · a5 alfiere del bianco · b5 pedone del nero · c5 re del nero · e5 pedone del nero · d4 cavallo del bianco · e4 pedone del nero · e3 cavallo del bianco · b2 pedone del bianco · c2 pedone del bianco · a1 cavallo del nero · g1 donna del bianco · h1 alfiere del bianco | b8 re del bianco · e6 cavallo del nero · a5 alfiere del bianco · b5 pedone del nero · c5 re del nero · e5 pedone del nero · d4 cavallo del bianco · e4 pedone del nero · e3 cavallo del bianco · b2 pedone del bianco · c2 pedone del bianco · a1 cavallo del nero · g1 donna del bianco · h1 alfiere del bianco | b8 re del bianco · e6 cavallo del nero · a5 alfiere del bianco · b5 pedone del nero · c5 re del nero · e5 pedone del nero · d4 cavallo del bianco · e4 pedone del nero · e3 cavallo del bianco · b2 pedone del bianco · c2 pedone del bianco · a1 cavallo del nero · g1 donna del bianco · h1 alfiere del bianco | b8 re del bianco · e6 cavallo del nero · a5 alfiere del bianco · b5 pedone del nero · c5 re del nero · e5 pedone del nero · d4 cavallo del bianco · e4 pedone del nero · e3 cavallo del bianco · b2 pedone del bianco · c2 pedone del bianco · a1 cavallo del nero · g1 donna del bianco · h1 alfiere del bianco | b8 re del bianco · e6 cavallo del nero · a5 alfiere del bianco · b5 pedone del nero · c5 re del nero · e5 pedone del nero · d4 cavallo del bianco · e4 pedone del nero · e3 cavallo del bianco · b2 pedone del bianco · c2 pedone del bianco · a1 cavallo del nero · g1 donna del bianco · h1 alfiere del bianco | 2 |
| 1 | b8 re del bianco · e6 cavallo del nero · a5 alfiere del bianco · b5 pedone del nero · c5 re del nero · e5 pedone del nero · d4 cavallo del bianco · e4 pedone del nero · e3 cavallo del bianco · b2 pedone del bianco · c2 pedone del bianco · a1 cavallo del nero · g1 donna del bianco · h1 alfiere del bianco | b8 re del bianco · e6 cavallo del nero · a5 alfiere del bianco · b5 pedone del nero · c5 re del nero · e5 pedone del nero · d4 cavallo del bianco · e4 pedone del nero · e3 cavallo del bianco · b2 pedone del bianco · c2 pedone del bianco · a1 cavallo del nero · g1 donna del bianco · h1 alfiere del bianco | b8 re del bianco · e6 cavallo del nero · a5 alfiere del bianco · b5 pedone del nero · c5 re del nero · e5 pedone del nero · d4 cavallo del bianco · e4 pedone del nero · e3 cavallo del bianco · b2 pedone del bianco · c2 pedone del bianco · a1 cavallo del nero · g1 donna del bianco · h1 alfiere del bianco | b8 re del bianco · e6 cavallo del nero · a5 alfiere del bianco · b5 pedone del nero · c5 re del nero · e5 pedone del nero · d4 cavallo del bianco · e4 pedone del nero · e3 cavallo del bianco · b2 pedone del bianco · c2 pedone del bianco · a1 cavallo del nero · g1 donna del bianco · h1 alfiere del bianco | b8 re del bianco · e6 cavallo del nero · a5 alfiere del bianco · b5 pedone del nero · c5 re del nero · e5 pedone del nero · d4 cavallo del bianco · e4 pedone del nero · e3 cavallo del bianco · b2 pedone del bianco · c2 pedone del bianco · a1 cavallo del nero · g1 donna del bianco · h1 alfiere del bianco | b8 re del bianco · e6 cavallo del nero · a5 alfiere del bianco · b5 pedone del nero · c5 re del nero · e5 pedone del nero · d4 cavallo del bianco · e4 pedone del nero · e3 cavallo del bianco · b2 pedone del bianco · c2 pedone del bianco · a1 cavallo del nero · g1 donna del bianco · h1 alfiere del bianco | b8 re del bianco · e6 cavallo del nero · a5 alfiere del bianco · b5 pedone del nero · c5 re del nero · e5 pedone del nero · d4 cavallo del bianco · e4 pedone del nero · e3 cavallo del bianco · b2 pedone del bianco · c2 pedone del bianco · a1 cavallo del nero · g1 donna del bianco · h1 alfiere del bianco | b8 re del bianco · e6 cavallo del nero · a5 alfiere del bianco · b5 pedone del nero · c5 re del nero · e5 pedone del nero · d4 cavallo del bianco · e4 pedone del nero · e3 cavallo del bianco · b2 pedone del bianco · c2 pedone del bianco · a1 cavallo del nero · g1 donna del bianco · h1 alfiere del bianco | 1 |
|   | a | b | c | d | e | f | g | h |   |

Soluzione:
1. Dg5!  (min. 2. Dxe5#)
1... Cxg5  2. Rc7! Cxc2  3. Cb3#

(2...b4/Rxd4  3. Ab6#;  2...exd4  3. b4#)
1... Rd6  2. Ab4+  Rd7  3. De7#

1... Rxd4  2. Dd8+  Rc5  3. Db6#

1... Cxd4 2. Dxe5+ Rc6 3. Dc7#

|   | a | b | c | d | e | f | g | h |   |
| 8 | d8 alfiere del bianco · a7 pedone del nero · d7 torre del bianco · e7 torre del nero · h7 torre del nero · a6 re del bianco · d6 cavallo del bianco · c5 pedone del nero · e5 re del nero · g5 cavallo del bianco · e4 pedone del bianco · g4 pedone del nero · b3 donna del bianco · d3 pedone del nero · g3 pedone del bianco · f2 alfiere del nero | d8 alfiere del bianco · a7 pedone del nero · d7 torre del bianco · e7 torre del nero · h7 torre del nero · a6 re del bianco · d6 cavallo del bianco · c5 pedone del nero · e5 re del nero · g5 cavallo del bianco · e4 pedone del bianco · g4 pedone del nero · b3 donna del bianco · d3 pedone del nero · g3 pedone del bianco · f2 alfiere del nero | d8 alfiere del bianco · a7 pedone del nero · d7 torre del bianco · e7 torre del nero · h7 torre del nero · a6 re del bianco · d6 cavallo del bianco · c5 pedone del nero · e5 re del nero · g5 cavallo del bianco · e4 pedone del bianco · g4 pedone del nero · b3 donna del bianco · d3 pedone del nero · g3 pedone del bianco · f2 alfiere del nero | d8 alfiere del bianco · a7 pedone del nero · d7 torre del bianco · e7 torre del nero · h7 torre del nero · a6 re del bianco · d6 cavallo del bianco · c5 pedone del nero · e5 re del nero · g5 cavallo del bianco · e4 pedone del bianco · g4 pedone del nero · b3 donna del bianco · d3 pedone del nero · g3 pedone del bianco · f2 alfiere del nero | d8 alfiere del bianco · a7 pedone del nero · d7 torre del bianco · e7 torre del nero · h7 torre del nero · a6 re del bianco · d6 cavallo del bianco · c5 pedone del nero · e5 re del nero · g5 cavallo del bianco · e4 pedone del bianco · g4 pedone del nero · b3 donna del bianco · d3 pedone del nero · g3 pedone del bianco · f2 alfiere del nero | d8 alfiere del bianco · a7 pedone del nero · d7 torre del bianco · e7 torre del nero · h7 torre del nero · a6 re del bianco · d6 cavallo del bianco · c5 pedone del nero · e5 re del nero · g5 cavallo del bianco · e4 pedone del bianco · g4 pedone del nero · b3 donna del bianco · d3 pedone del nero · g3 pedone del bianco · f2 alfiere del nero | d8 alfiere del bianco · a7 pedone del nero · d7 torre del bianco · e7 torre del nero · h7 torre del nero · a6 re del bianco · d6 cavallo del bianco · c5 pedone del nero · e5 re del nero · g5 cavallo del bianco · e4 pedone del bianco · g4 pedone del nero · b3 donna del bianco · d3 pedone del nero · g3 pedone del bianco · f2 alfiere del nero | d8 alfiere del bianco · a7 pedone del nero · d7 torre del bianco · e7 torre del nero · h7 torre del nero · a6 re del bianco · d6 cavallo del bianco · c5 pedone del nero · e5 re del nero · g5 cavallo del bianco · e4 pedone del bianco · g4 pedone del nero · b3 donna del bianco · d3 pedone del nero · g3 pedone del bianco · f2 alfiere del nero | 8 |
| 7 | d8 alfiere del bianco · a7 pedone del nero · d7 torre del bianco · e7 torre del nero · h7 torre del nero · a6 re del bianco · d6 cavallo del bianco · c5 pedone del nero · e5 re del nero · g5 cavallo del bianco · e4 pedone del bianco · g4 pedone del nero · b3 donna del bianco · d3 pedone del nero · g3 pedone del bianco · f2 alfiere del nero | d8 alfiere del bianco · a7 pedone del nero · d7 torre del bianco · e7 torre del nero · h7 torre del nero · a6 re del bianco · d6 cavallo del bianco · c5 pedone del nero · e5 re del nero · g5 cavallo del bianco · e4 pedone del bianco · g4 pedone del nero · b3 donna del bianco · d3 pedone del nero · g3 pedone del bianco · f2 alfiere del nero | d8 alfiere del bianco · a7 pedone del nero · d7 torre del bianco · e7 torre del nero · h7 torre del nero · a6 re del bianco · d6 cavallo del bianco · c5 pedone del nero · e5 re del nero · g5 cavallo del bianco · e4 pedone del bianco · g4 pedone del nero · b3 donna del bianco · d3 pedone del nero · g3 pedone del bianco · f2 alfiere del nero | d8 alfiere del bianco · a7 pedone del nero · d7 torre del bianco · e7 torre del nero · h7 torre del nero · a6 re del bianco · d6 cavallo del bianco · c5 pedone del nero · e5 re del nero · g5 cavallo del bianco · e4 pedone del bianco · g4 pedone del nero · b3 donna del bianco · d3 pedone del nero · g3 pedone del bianco · f2 alfiere del nero | d8 alfiere del bianco · a7 pedone del nero · d7 torre del bianco · e7 torre del nero · h7 torre del nero · a6 re del bianco · d6 cavallo del bianco · c5 pedone del nero · e5 re del nero · g5 cavallo del bianco · e4 pedone del bianco · g4 pedone del nero · b3 donna del bianco · d3 pedone del nero · g3 pedone del bianco · f2 alfiere del nero | d8 alfiere del bianco · a7 pedone del nero · d7 torre del bianco · e7 torre del nero · h7 torre del nero · a6 re del bianco · d6 cavallo del bianco · c5 pedone del nero · e5 re del nero · g5 cavallo del bianco · e4 pedone del bianco · g4 pedone del nero · b3 donna del bianco · d3 pedone del nero · g3 pedone del bianco · f2 alfiere del nero | d8 alfiere del bianco · a7 pedone del nero · d7 torre del bianco · e7 torre del nero · h7 torre del nero · a6 re del bianco · d6 cavallo del bianco · c5 pedone del nero · e5 re del nero · g5 cavallo del bianco · e4 pedone del bianco · g4 pedone del nero · b3 donna del bianco · d3 pedone del nero · g3 pedone del bianco · f2 alfiere del nero | d8 alfiere del bianco · a7 pedone del nero · d7 torre del bianco · e7 torre del nero · h7 torre del nero · a6 re del bianco · d6 cavallo del bianco · c5 pedone del nero · e5 re del nero · g5 cavallo del bianco · e4 pedone del bianco · g4 pedone del nero · b3 donna del bianco · d3 pedone del nero · g3 pedone del bianco · f2 alfiere del nero | 7 |
| 6 | d8 alfiere del bianco · a7 pedone del nero · d7 torre del bianco · e7 torre del nero · h7 torre del nero · a6 re del bianco · d6 cavallo del bianco · c5 pedone del nero · e5 re del nero · g5 cavallo del bianco · e4 pedone del bianco · g4 pedone del nero · b3 donna del bianco · d3 pedone del nero · g3 pedone del bianco · f2 alfiere del nero | d8 alfiere del bianco · a7 pedone del nero · d7 torre del bianco · e7 torre del nero · h7 torre del nero · a6 re del bianco · d6 cavallo del bianco · c5 pedone del nero · e5 re del nero · g5 cavallo del bianco · e4 pedone del bianco · g4 pedone del nero · b3 donna del bianco · d3 pedone del nero · g3 pedone del bianco · f2 alfiere del nero | d8 alfiere del bianco · a7 pedone del nero · d7 torre del bianco · e7 torre del nero · h7 torre del nero · a6 re del bianco · d6 cavallo del bianco · c5 pedone del nero · e5 re del nero · g5 cavallo del bianco · e4 pedone del bianco · g4 pedone del nero · b3 donna del bianco · d3 pedone del nero · g3 pedone del bianco · f2 alfiere del nero | d8 alfiere del bianco · a7 pedone del nero · d7 torre del bianco · e7 torre del nero · h7 torre del nero · a6 re del bianco · d6 cavallo del bianco · c5 pedone del nero · e5 re del nero · g5 cavallo del bianco · e4 pedone del bianco · g4 pedone del nero · b3 donna del bianco · d3 pedone del nero · g3 pedone del bianco · f2 alfiere del nero | d8 alfiere del bianco · a7 pedone del nero · d7 torre del bianco · e7 torre del nero · h7 torre del nero · a6 re del bianco · d6 cavallo del bianco · c5 pedone del nero · e5 re del nero · g5 cavallo del bianco · e4 pedone del bianco · g4 pedone del nero · b3 donna del bianco · d3 pedone del nero · g3 pedone del bianco · f2 alfiere del nero | d8 alfiere del bianco · a7 pedone del nero · d7 torre del bianco · e7 torre del nero · h7 torre del nero · a6 re del bianco · d6 cavallo del bianco · c5 pedone del nero · e5 re del nero · g5 cavallo del bianco · e4 pedone del bianco · g4 pedone del nero · b3 donna del bianco · d3 pedone del nero · g3 pedone del bianco · f2 alfiere del nero | d8 alfiere del bianco · a7 pedone del nero · d7 torre del bianco · e7 torre del nero · h7 torre del nero · a6 re del bianco · d6 cavallo del bianco · c5 pedone del nero · e5 re del nero · g5 cavallo del bianco · e4 pedone del bianco · g4 pedone del nero · b3 donna del bianco · d3 pedone del nero · g3 pedone del bianco · f2 alfiere del nero | d8 alfiere del bianco · a7 pedone del nero · d7 torre del bianco · e7 torre del nero · h7 torre del nero · a6 re del bianco · d6 cavallo del bianco · c5 pedone del nero · e5 re del nero · g5 cavallo del bianco · e4 pedone del bianco · g4 pedone del nero · b3 donna del bianco · d3 pedone del nero · g3 pedone del bianco · f2 alfiere del nero | 6 |
| 5 | d8 alfiere del bianco · a7 pedone del nero · d7 torre del bianco · e7 torre del nero · h7 torre del nero · a6 re del bianco · d6 cavallo del bianco · c5 pedone del nero · e5 re del nero · g5 cavallo del bianco · e4 pedone del bianco · g4 pedone del nero · b3 donna del bianco · d3 pedone del nero · g3 pedone del bianco · f2 alfiere del nero | d8 alfiere del bianco · a7 pedone del nero · d7 torre del bianco · e7 torre del nero · h7 torre del nero · a6 re del bianco · d6 cavallo del bianco · c5 pedone del nero · e5 re del nero · g5 cavallo del bianco · e4 pedone del bianco · g4 pedone del nero · b3 donna del bianco · d3 pedone del nero · g3 pedone del bianco · f2 alfiere del nero | d8 alfiere del bianco · a7 pedone del nero · d7 torre del bianco · e7 torre del nero · h7 torre del nero · a6 re del bianco · d6 cavallo del bianco · c5 pedone del nero · e5 re del nero · g5 cavallo del bianco · e4 pedone del bianco · g4 pedone del nero · b3 donna del bianco · d3 pedone del nero · g3 pedone del bianco · f2 alfiere del nero | d8 alfiere del bianco · a7 pedone del nero · d7 torre del bianco · e7 torre del nero · h7 torre del nero · a6 re del bianco · d6 cavallo del bianco · c5 pedone del nero · e5 re del nero · g5 cavallo del bianco · e4 pedone del bianco · g4 pedone del nero · b3 donna del bianco · d3 pedone del nero · g3 pedone del bianco · f2 alfiere del nero | d8 alfiere del bianco · a7 pedone del nero · d7 torre del bianco · e7 torre del nero · h7 torre del nero · a6 re del bianco · d6 cavallo del bianco · c5 pedone del nero · e5 re del nero · g5 cavallo del bianco · e4 pedone del bianco · g4 pedone del nero · b3 donna del bianco · d3 pedone del nero · g3 pedone del bianco · f2 alfiere del nero | d8 alfiere del bianco · a7 pedone del nero · d7 torre del bianco · e7 torre del nero · h7 torre del nero · a6 re del bianco · d6 cavallo del bianco · c5 pedone del nero · e5 re del nero · g5 cavallo del bianco · e4 pedone del bianco · g4 pedone del nero · b3 donna del bianco · d3 pedone del nero · g3 pedone del bianco · f2 alfiere del nero | d8 alfiere del bianco · a7 pedone del nero · d7 torre del bianco · e7 torre del nero · h7 torre del nero · a6 re del bianco · d6 cavallo del bianco · c5 pedone del nero · e5 re del nero · g5 cavallo del bianco · e4 pedone del bianco · g4 pedone del nero · b3 donna del bianco · d3 pedone del nero · g3 pedone del bianco · f2 alfiere del nero | d8 alfiere del bianco · a7 pedone del nero · d7 torre del bianco · e7 torre del nero · h7 torre del nero · a6 re del bianco · d6 cavallo del bianco · c5 pedone del nero · e5 re del nero · g5 cavallo del bianco · e4 pedone del bianco · g4 pedone del nero · b3 donna del bianco · d3 pedone del nero · g3 pedone del bianco · f2 alfiere del nero | 5 |
| 4 | d8 alfiere del bianco · a7 pedone del nero · d7 torre del bianco · e7 torre del nero · h7 torre del nero · a6 re del bianco · d6 cavallo del bianco · c5 pedone del nero · e5 re del nero · g5 cavallo del bianco · e4 pedone del bianco · g4 pedone del nero · b3 donna del bianco · d3 pedone del nero · g3 pedone del bianco · f2 alfiere del nero | d8 alfiere del bianco · a7 pedone del nero · d7 torre del bianco · e7 torre del nero · h7 torre del nero · a6 re del bianco · d6 cavallo del bianco · c5 pedone del nero · e5 re del nero · g5 cavallo del bianco · e4 pedone del bianco · g4 pedone del nero · b3 donna del bianco · d3 pedone del nero · g3 pedone del bianco · f2 alfiere del nero | d8 alfiere del bianco · a7 pedone del nero · d7 torre del bianco · e7 torre del nero · h7 torre del nero · a6 re del bianco · d6 cavallo del bianco · c5 pedone del nero · e5 re del nero · g5 cavallo del bianco · e4 pedone del bianco · g4 pedone del nero · b3 donna del bianco · d3 pedone del nero · g3 pedone del bianco · f2 alfiere del nero | d8 alfiere del bianco · a7 pedone del nero · d7 torre del bianco · e7 torre del nero · h7 torre del nero · a6 re del bianco · d6 cavallo del bianco · c5 pedone del nero · e5 re del nero · g5 cavallo del bianco · e4 pedone del bianco · g4 pedone del nero · b3 donna del bianco · d3 pedone del nero · g3 pedone del bianco · f2 alfiere del nero | d8 alfiere del bianco · a7 pedone del nero · d7 torre del bianco · e7 torre del nero · h7 torre del nero · a6 re del bianco · d6 cavallo del bianco · c5 pedone del nero · e5 re del nero · g5 cavallo del bianco · e4 pedone del bianco · g4 pedone del nero · b3 donna del bianco · d3 pedone del nero · g3 pedone del bianco · f2 alfiere del nero | d8 alfiere del bianco · a7 pedone del nero · d7 torre del bianco · e7 torre del nero · h7 torre del nero · a6 re del bianco · d6 cavallo del bianco · c5 pedone del nero · e5 re del nero · g5 cavallo del bianco · e4 pedone del bianco · g4 pedone del nero · b3 donna del bianco · d3 pedone del nero · g3 pedone del bianco · f2 alfiere del nero | d8 alfiere del bianco · a7 pedone del nero · d7 torre del bianco · e7 torre del nero · h7 torre del nero · a6 re del bianco · d6 cavallo del bianco · c5 pedone del nero · e5 re del nero · g5 cavallo del bianco · e4 pedone del bianco · g4 pedone del nero · b3 donna del bianco · d3 pedone del nero · g3 pedone del bianco · f2 alfiere del nero | d8 alfiere del bianco · a7 pedone del nero · d7 torre del bianco · e7 torre del nero · h7 torre del nero · a6 re del bianco · d6 cavallo del bianco · c5 pedone del nero · e5 re del nero · g5 cavallo del bianco · e4 pedone del bianco · g4 pedone del nero · b3 donna del bianco · d3 pedone del nero · g3 pedone del bianco · f2 alfiere del nero | 4 |
| 3 | d8 alfiere del bianco · a7 pedone del nero · d7 torre del bianco · e7 torre del nero · h7 torre del nero · a6 re del bianco · d6 cavallo del bianco · c5 pedone del nero · e5 re del nero · g5 cavallo del bianco · e4 pedone del bianco · g4 pedone del nero · b3 donna del bianco · d3 pedone del nero · g3 pedone del bianco · f2 alfiere del nero | d8 alfiere del bianco · a7 pedone del nero · d7 torre del bianco · e7 torre del nero · h7 torre del nero · a6 re del bianco · d6 cavallo del bianco · c5 pedone del nero · e5 re del nero · g5 cavallo del bianco · e4 pedone del bianco · g4 pedone del nero · b3 donna del bianco · d3 pedone del nero · g3 pedone del bianco · f2 alfiere del nero | d8 alfiere del bianco · a7 pedone del nero · d7 torre del bianco · e7 torre del nero · h7 torre del nero · a6 re del bianco · d6 cavallo del bianco · c5 pedone del nero · e5 re del nero · g5 cavallo del bianco · e4 pedone del bianco · g4 pedone del nero · b3 donna del bianco · d3 pedone del nero · g3 pedone del bianco · f2 alfiere del nero | d8 alfiere del bianco · a7 pedone del nero · d7 torre del bianco · e7 torre del nero · h7 torre del nero · a6 re del bianco · d6 cavallo del bianco · c5 pedone del nero · e5 re del nero · g5 cavallo del bianco · e4 pedone del bianco · g4 pedone del nero · b3 donna del bianco · d3 pedone del nero · g3 pedone del bianco · f2 alfiere del nero | d8 alfiere del bianco · a7 pedone del nero · d7 torre del bianco · e7 torre del nero · h7 torre del nero · a6 re del bianco · d6 cavallo del bianco · c5 pedone del nero · e5 re del nero · g5 cavallo del bianco · e4 pedone del bianco · g4 pedone del nero · b3 donna del bianco · d3 pedone del nero · g3 pedone del bianco · f2 alfiere del nero | d8 alfiere del bianco · a7 pedone del nero · d7 torre del bianco · e7 torre del nero · h7 torre del nero · a6 re del bianco · d6 cavallo del bianco · c5 pedone del nero · e5 re del nero · g5 cavallo del bianco · e4 pedone del bianco · g4 pedone del nero · b3 donna del bianco · d3 pedone del nero · g3 pedone del bianco · f2 alfiere del nero | d8 alfiere del bianco · a7 pedone del nero · d7 torre del bianco · e7 torre del nero · h7 torre del nero · a6 re del bianco · d6 cavallo del bianco · c5 pedone del nero · e5 re del nero · g5 cavallo del bianco · e4 pedone del bianco · g4 pedone del nero · b3 donna del bianco · d3 pedone del nero · g3 pedone del bianco · f2 alfiere del nero | d8 alfiere del bianco · a7 pedone del nero · d7 torre del bianco · e7 torre del nero · h7 torre del nero · a6 re del bianco · d6 cavallo del bianco · c5 pedone del nero · e5 re del nero · g5 cavallo del bianco · e4 pedone del bianco · g4 pedone del nero · b3 donna del bianco · d3 pedone del nero · g3 pedone del bianco · f2 alfiere del nero | 3 |
| 2 | d8 alfiere del bianco · a7 pedone del nero · d7 torre del bianco · e7 torre del nero · h7 torre del nero · a6 re del bianco · d6 cavallo del bianco · c5 pedone del nero · e5 re del nero · g5 cavallo del bianco · e4 pedone del bianco · g4 pedone del nero · b3 donna del bianco · d3 pedone del nero · g3 pedone del bianco · f2 alfiere del nero | d8 alfiere del bianco · a7 pedone del nero · d7 torre del bianco · e7 torre del nero · h7 torre del nero · a6 re del bianco · d6 cavallo del bianco · c5 pedone del nero · e5 re del nero · g5 cavallo del bianco · e4 pedone del bianco · g4 pedone del nero · b3 donna del bianco · d3 pedone del nero · g3 pedone del bianco · f2 alfiere del nero | d8 alfiere del bianco · a7 pedone del nero · d7 torre del bianco · e7 torre del nero · h7 torre del nero · a6 re del bianco · d6 cavallo del bianco · c5 pedone del nero · e5 re del nero · g5 cavallo del bianco · e4 pedone del bianco · g4 pedone del nero · b3 donna del bianco · d3 pedone del nero · g3 pedone del bianco · f2 alfiere del nero | d8 alfiere del bianco · a7 pedone del nero · d7 torre del bianco · e7 torre del nero · h7 torre del nero · a6 re del bianco · d6 cavallo del bianco · c5 pedone del nero · e5 re del nero · g5 cavallo del bianco · e4 pedone del bianco · g4 pedone del nero · b3 donna del bianco · d3 pedone del nero · g3 pedone del bianco · f2 alfiere del nero | d8 alfiere del bianco · a7 pedone del nero · d7 torre del bianco · e7 torre del nero · h7 torre del nero · a6 re del bianco · d6 cavallo del bianco · c5 pedone del nero · e5 re del nero · g5 cavallo del bianco · e4 pedone del bianco · g4 pedone del nero · b3 donna del bianco · d3 pedone del nero · g3 pedone del bianco · f2 alfiere del nero | d8 alfiere del bianco · a7 pedone del nero · d7 torre del bianco · e7 torre del nero · h7 torre del nero · a6 re del bianco · d6 cavallo del bianco · c5 pedone del nero · e5 re del nero · g5 cavallo del bianco · e4 pedone del bianco · g4 pedone del nero · b3 donna del bianco · d3 pedone del nero · g3 pedone del bianco · f2 alfiere del nero | d8 alfiere del bianco · a7 pedone del nero · d7 torre del bianco · e7 torre del nero · h7 torre del nero · a6 re del bianco · d6 cavallo del bianco · c5 pedone del nero · e5 re del nero · g5 cavallo del bianco · e4 pedone del bianco · g4 pedone del nero · b3 donna del bianco · d3 pedone del nero · g3 pedone del bianco · f2 alfiere del nero | d8 alfiere del bianco · a7 pedone del nero · d7 torre del bianco · e7 torre del nero · h7 torre del nero · a6 re del bianco · d6 cavallo del bianco · c5 pedone del nero · e5 re del nero · g5 cavallo del bianco · e4 pedone del bianco · g4 pedone del nero · b3 donna del bianco · d3 pedone del nero · g3 pedone del bianco · f2 alfiere del nero | 2 |
| 1 | d8 alfiere del bianco · a7 pedone del nero · d7 torre del bianco · e7 torre del nero · h7 torre del nero · a6 re del bianco · d6 cavallo del bianco · c5 pedone del nero · e5 re del nero · g5 cavallo del bianco · e4 pedone del bianco · g4 pedone del nero · b3 donna del bianco · d3 pedone del nero · g3 pedone del bianco · f2 alfiere del nero | d8 alfiere del bianco · a7 pedone del nero · d7 torre del bianco · e7 torre del nero · h7 torre del nero · a6 re del bianco · d6 cavallo del bianco · c5 pedone del nero · e5 re del nero · g5 cavallo del bianco · e4 pedone del bianco · g4 pedone del nero · b3 donna del bianco · d3 pedone del nero · g3 pedone del bianco · f2 alfiere del nero | d8 alfiere del bianco · a7 pedone del nero · d7 torre del bianco · e7 torre del nero · h7 torre del nero · a6 re del bianco · d6 cavallo del bianco · c5 pedone del nero · e5 re del nero · g5 cavallo del bianco · e4 pedone del bianco · g4 pedone del nero · b3 donna del bianco · d3 pedone del nero · g3 pedone del bianco · f2 alfiere del nero | d8 alfiere del bianco · a7 pedone del nero · d7 torre del bianco · e7 torre del nero · h7 torre del nero · a6 re del bianco · d6 cavallo del bianco · c5 pedone del nero · e5 re del nero · g5 cavallo del bianco · e4 pedone del bianco · g4 pedone del nero · b3 donna del bianco · d3 pedone del nero · g3 pedone del bianco · f2 alfiere del nero | d8 alfiere del bianco · a7 pedone del nero · d7 torre del bianco · e7 torre del nero · h7 torre del nero · a6 re del bianco · d6 cavallo del bianco · c5 pedone del nero · e5 re del nero · g5 cavallo del bianco · e4 pedone del bianco · g4 pedone del nero · b3 donna del bianco · d3 pedone del nero · g3 pedone del bianco · f2 alfiere del nero | d8 alfiere del bianco · a7 pedone del nero · d7 torre del bianco · e7 torre del nero · h7 torre del nero · a6 re del bianco · d6 cavallo del bianco · c5 pedone del nero · e5 re del nero · g5 cavallo del bianco · e4 pedone del bianco · g4 pedone del nero · b3 donna del bianco · d3 pedone del nero · g3 pedone del bianco · f2 alfiere del nero | d8 alfiere del bianco · a7 pedone del nero · d7 torre del bianco · e7 torre del nero · h7 torre del nero · a6 re del bianco · d6 cavallo del bianco · c5 pedone del nero · e5 re del nero · g5 cavallo del bianco · e4 pedone del bianco · g4 pedone del nero · b3 donna del bianco · d3 pedone del nero · g3 pedone del bianco · f2 alfiere del nero | d8 alfiere del bianco · a7 pedone del nero · d7 torre del bianco · e7 torre del nero · h7 torre del nero · a6 re del bianco · d6 cavallo del bianco · c5 pedone del nero · e5 re del nero · g5 cavallo del bianco · e4 pedone del bianco · g4 pedone del nero · b3 donna del bianco · d3 pedone del nero · g3 pedone del bianco · f2 alfiere del nero | 1 |
|   | a | b | c | d | e | f | g | h |   |

Soluzione:
1. Db6!  (min. 2. Cc4#)
1... axb6 2. Ce8! Axg3 3. Ac7#  (2...Re6 3. Td5#)

1... Txd7 2. Db2+ Ad4 3. Cc4#  (2...Rxd6 3. Df6#)

1... Axg3 2. Cc4+ Rf4 3. Df6#

1... Rf6 2. Ce8+ Rxg5 3. Td5#